# 立憲運動
立憲運動（1906年—1909年）(光緒32年—宣統元年)是晚清庚子變法的其中一個項目，目的在使大清帝國成為君主立憲政體的國家。

立宪运动场面

## 經過

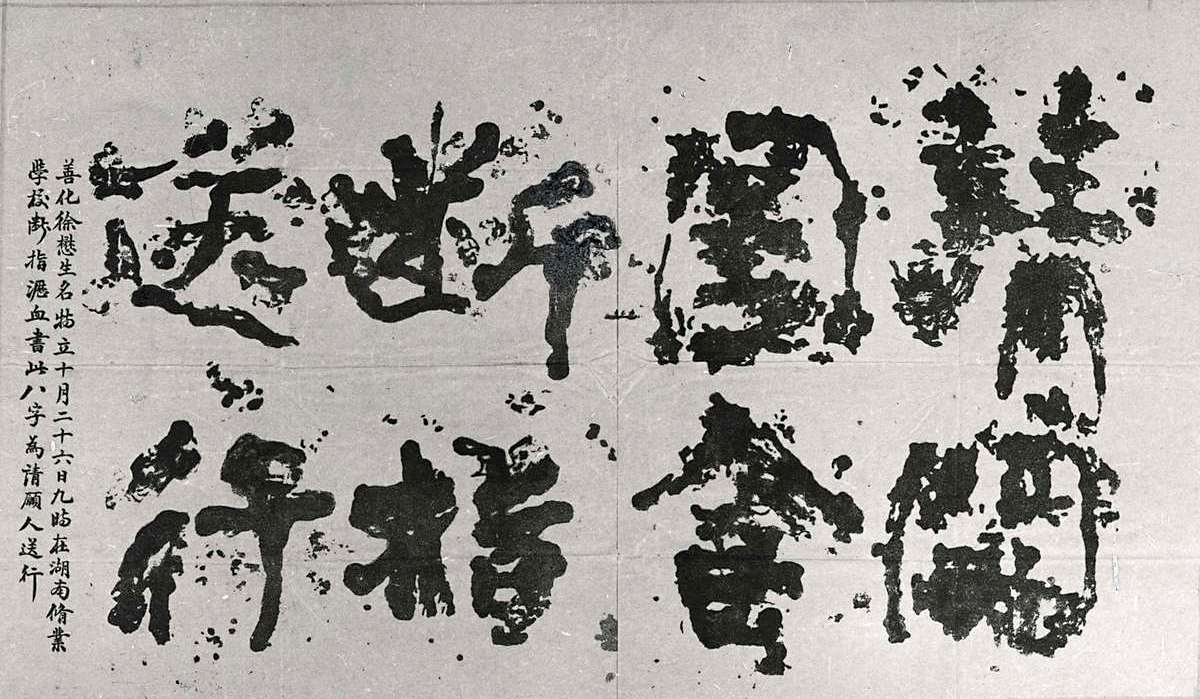
1907年，徐特立请愿立宪的血书：“请开国会，断指送行”

早在戊戌变法期间及之前，魏源、洪仁玕、王韬、郑观应、康有为等人就先后提出过立宪，但立宪真正为中国官僚、士绅等广泛关注还是在20世纪初。1901年，原维新派领袖、后来的立宪派首领梁啟超便曾发表《立宪法议》一文，鼓吹君主立宪制。在该文中，梁啟超认为世界之國分为“君主之國”、“民主之國”两类，而世界之政分为“有憲法之政（亦名立憲之政）”、“無憲法之政（亦名專制之政）”两类。“采一定之政治以治國民謂之政体。世界之政体有三种：一曰君主專制政体，二曰君主立憲政体，三曰民主立憲政体。”梁氏疾呼“君主立憲者，政体之最良者也。”他强调中国的君权自古即有限，只是未定宪法，“欲有限而不知所以為限之道”。而为限制君权与官权，就必明民权。故宪法与民权不可相离。然而实行立宪须“民智稍開而后能行之”，“日本維新在明治初元，而憲法實施在二十年后，此其證也。中國最速亦須十年或十五年，始可以語于此。”梁启超并定立宪六步，即下诏明定君主立宪政体、派重臣出洋考察各国宪法、开立法局拟定宪法草案、立法局翻译各国宪法及相关著作、宪法草案交由人民讨论五至十年后颁布定本、最终实行宪法。
清政府在義和拳亂與列強干涉後實施「庚子後新政」，派遣大臣前往海外考察列強各國實施憲政內容。慈禧太后根據清宗室载泽、戴鴻慈、徐世昌、端方和紹英五大臣的意見，於光緒三十二年（1906年9月）下詔預備立憲，阐述“仿行宪政”的涵义为“大权统于朝廷，庶政公诸舆论，以立国家万年有道之基”。
1907年，清政府提出要在中央籌設資政院，在各省籌設諮議局。张謇、汤寿潜等人在上海成立预备立宪公会，之后各地立宪公会纷纷建立。各地（特別在湖廣、兩江一帶）主張立憲的政治團體陸續發表宣言，鼓吹實行君主立憲政體，同時發起國會請願運動，提出速開國會、頒布憲法、縮短預備立憲期限等訴求。
1908年，清政府頒布《欽定宪法大綱》，規定大清帝國萬世一系，同時宣布「十年後實行立憲」。
1909年（宣统元年）九月，各督、抚次第奏报舉行各省諮議局選舉。
1910年（宣統二年）九月初一日，资政院举行第一次开院礼。资政院开议前后，国会请愿运动也进入最高潮。直隶、山西、河南、四川、福建等省先后出现数千人集会，要求督抚代奏请愿呈稿。湖北集会倡议“不开国会﹐不承认新捐”。北京方面，国会请愿代表团迭向资政院和摄政王上书，资政院除代奏请愿外并通过了陈请速开国会专折。在声势浩大的请愿运动压力下，十八个督抚、将军、都统由东三省总督锡良领衔联名奏请立即组织内阁、翌年开设国会。清朝廷震惊之下，于11月14日宣布缩短预备立宪期限为五年，国会开设之前先设责任内阁。
1911年5月8日（宣統三年四月十日），清政府廢除軍機處，發布內閣官制與任命總理、諸大臣。成員名單中過半數為清宗室（皇族）與滿人，故被稱為「皇族內閣」。立憲派、輿論對此多感失望，甚至引起不滿，認為清政府實無誠意推行憲政，於是逐漸同情和傾向革命事業。
支持清政府的观点则认为在預備立憲時期，先行由皇族組織內閣是歷史發展的必然，在17世紀末到18世紀前期英國的內閣並不是由議會直接選舉的結果，而是由國王根據個人好惡任免。對於長期處於皇權專制的中國而言，內閣成員在預備立憲的踐行時期自然地最先由皇族擔任。當時的內閣學士李家駒指出：
1. 当时中国唯一具有宪法性质的《钦定宪法大纲》并没有规定皇族不能组织内阁；
2. 日本宪法也没有类似规定（李家驹曾充驻日公使和出使日本考察宪政大臣）；
3. 奕劻内阁只是暂行阁制，具有过渡性质。

1912年1月1日，中华民国政府成立，同年2月，清朝最后一代皇帝溥仪宣布退位，清政府垮台。

## 失敗原因
立宪活动得以展开的一个直接原因是1905年的日俄战争，日本以君主立宪小国战胜俄国那样一个专制大国，给清廷上下以很大震动。“日俄之胜负，立宪专制之胜负也”。朝野上下普遍将这场战争的胜负与国家政体联系在一起，认为日本以立宪而胜，俄国以专制而败，“非小国能战胜于大国，实立宪能战胜于专制”。
於是，不数月间，立宪之议遍及全国。因为日本于明治十五年曾派员赴欧洲考察宪政。清廷遂于1905年派载泽、端方等五大臣出洋考察。次年，五大臣先后回国，上书指出立宪有三大利：“一曰皇位永固，二曰外患渐轻，三曰内乱可弭”，建议进行“立宪”。但是，他们指出，“今日宣布立宪，不过明示宗旨为立宪预备，至于实行之期，原可宽立年限。日本于明治十四年宣布宪政，二十二年始开国会，已然之效，可仿而行也”。1906年9月1日（光绪三十二年七月十三日），清廷颁发了《宣示预备立宪谕》，“预备立宪”由此而来。

### 立憲的變質與滿漢之爭
清末朝野黨派對於在預備立憲緩急與責任內閣制的組成與權限，意見頗不一致，爾後也牽動了敏感的滿漢之爭。
1906年的變更官制，名為不分滿漢，但在軍機大臣、各部尚書十三人中，漢人僅有四人。次年，又將漢籍總督張之洞、袁世凱調入中央，以奪其權，接著查禁梁啟超主導的立憲團體政聞社。
1908年10月，慈禧、光緒相繼去世，溥儀繼位，其父載灃攝政，更罷免袁世凱。設立軍諮處（參謀本部）、海軍部，分由載灃的兩位弟弟載濤、載洵掌管。軍機大臣原為滿漢各半，至1910年漢人軍機僅有一人。

### 載灃攝政與國會請願運動的挫折
1908年12月2日，宣統皇帝即位，載灃攝政。第二天上諭督促百官在第九年內將立憲籌備事宜辦齊，屆時即行頒佈欽定憲法。立憲派也有相應動作，梁啟超在國聞報發表多篇文章，闡揚國會、內閣的要義。
1909年秋，各省諮議局正式開幕。感於清廷立憲預備太久，排漢日甚。張謇以江蘇諮議局議長身份，邀請十六省諮議局代表會於上海，組織諮議局聯合會，以促請速開國會。
1910年1月，各省代表齊聚北京，以請願書託由督察院代奏，請於一年內召開國會。清廷以國民知識不齊，加以拒絕。諮議局請願代表乃擴大組織，聯合各省政團、商會及海外僑商，各舉代表，先後成立「請願即開國會同志會」、「國會速開期成會」，於6月第二次請願。同時遞請願書託督察院代奏的共有十起，但仍為清廷所拒。9月，中央的資政院成立，當時日俄第二次訂立密約，圖謀滿蒙，日本吞併朝鮮，清廷外交更為危急，請願團乃發動第三次大請願，要求速開國會，並組織責任內閣，此次參與請願的團體更為擴大。資政院議決支持請願要求，多省督撫聯電軍機處，主張國會、內閣從速成立。京、津、保定、四川學生罷課響應。清廷迫於情勢，才於11月4日宣佈提前三年召開國會。但部分立憲團體並不滿足，謀為「第四次大請願」。清廷勒令解散各請願團體，國會請願運動被迫停止。由於請願國會運動受到嚴重挫折，部分立憲派人士轉而同情革命。

### 慶親王內閣與清廷傾覆
1910年11月，清廷宣布提前三年召開國會時，聲明將先成立內閣。1911年5月8日，載灃攝政下的清廷頒佈《內閣官制》和《內閣辦事暫行章程》，設立責任內閣，任命奕劻為總理大臣。內閣大臣十三人中，滿人有八人，漢族官員五人。八名滿族閣員中，皇族占五名。與過去各部尚書滿漢各半慣例相比，漢族官員人數大減。反對者遂稱此內閣為「皇族內閣」。同時，立憲派人士以諮議局聯合會名義請都察院代奏，指「以皇族組織內閣，不合君主立憲國公例，請另簡大員，組織內閣」，遭清廷申斥。武昌起事爆發後，由於各省紛紛響應，清廷被迫起用袁世凱對付革命派。袁則提出明年召開國會，組織責任內閣等要求。清廷尚未同意，到10月29日，山西宣佈獨立，同日駐紮北京以東灤州的新軍二十鎮統制張紹曾、協統藍天蔚更發出電奏，提出年內召開國會、組織責任內閣，皇族不得擔任國務大臣、憲法由國會起草、皇帝不得加以修正或否認等十二條要求。清廷在軍事威脅下，被迫於11月8日取消皇族內閣。11日，任命袁世凱為總理大臣。袁入京組閣，掌握了清廷軍政大權，不久袁世凱與南京的民國臨時政府妥協，逼清帝退位，以換取民國臨時大總統的大位。1912年2月12日，清帝溥儀宣佈退位。清末的君主立憲運動失敗，清廷亦告傾覆。

## 現代研究
中國歷史學博士李细珠認為满汉矛盾是问题的焦点，認為与其说慶親王內閣成員有太多的皇族亲贵，不如说是因清朝皇族亲贵是满族。
湘潭大學馬克思主義學院院長陳宇翔認為：「清末的『預備立憲』是清廷在一再錯失和延誤中國近代化時機的背景下一個迫於內外壓力的無奈之舉……清政府的『預備立憲』只是抵制革命和拉攏立憲派的一種手段，並無誠意﹔而《欽定憲法大綱》充分暴露了清王朝借憲政之名行專制之實的用心……有些說法主要從清末『預備立憲』的文本和表象出發，對清末立憲給予過高評價，這應該視為學術上的不同意見，但如果認為是辛亥革命打斷了晚清立憲和中國走向憲政的大好前程，是完全站不住腳了……歷史觀的嚴重錯亂，是對20世紀以來為追求中華民族獨立和振興而奮斗和犧牲的人民的嚴重褻瀆。不可不察！」
台灣歷史學家易正義評論清朝滅亡的原因不只是因為滿漢矛盾、革命的結果和晚清新政改革，關鍵在於慈禧死後形成權力真空，造成政權不穩，清亡是早晚的問題。載灃為保政權而罷黜袁世凱控制軍事權力、組「皇族內閣」權集於滿洲親貴，其作為或可視為保衛政權的一種不得已的措施，但統治集團中的官僚系統已經產生離心，加速了清朝的滅亡。
中國歷史學教授熊元彬說：「一百多年來被咒罵不止的『皇族內閣』只不過是清廷在考察憲政各國的基礎上，結合古今中外之政制及清末內憂外患之國情，從而走移植與嫁接並舉的二元君主立憲式道路的產物，是過渡性的責任內閣，是被動蕩的時代所催生的早產兒，而並非學界所謂的賣國的、可恥的內閣或謂怪胎。」他批評一些對「皇族內閣」的評論「未能結合其內憂外患的特殊背景及憲政非一蹴而就的事實進行深入的闡述。」他指出，在當時內憂外患的嚴峻形勢，即不行改革清廷必然會亡，但直接按照立憲派速行英國式憲政改革會速亡。清廷在綜合其國內外形勢下選擇了日本二元君主立憲政體。

### 真假立憲說
中國法學博士靳晓霞認為清末统治階級缺乏实施立宪的主动性，对立宪的作用和意义认识不足，加上统治集团内部认识也不统一，並没有真立宪开民主的意愿，認為慈禧实际上是迫於形勢才真的想改革。光绪虽然曾有尝试立宪的意图，但並无实权能实行改良，戊戌变法的失败意味着无立宪的能力。溥仪即位後由醇亲王载沣摄政，由于清廷缺乏足够的能力和实力，清皇权的威权色彩已大打折扣，認為“皇族内阁”的建立表明清政府的立宪是集权于皇室，是一場「骗局」。清政府顽固不化，只有完全丧失操控能力的时候才匆忙地被动“改革”，没有真立宪开民主的意愿。
史學家熊元彬說，清廷真假立憲的性質，在某程度上是立憲派與清廷對採取英國式議會政治還是日本二元君主式的憲政之爭。立憲派主張一切憲政皆應以英國式憲政為模板，其責任內閣應對議會負責，且皇族不可擔任總理大臣。然而這些主張在清末財政、法律等皆不完備的情況下無法實現。考察大臣達壽說，英國國會因為握有三權，故有萬能議院之稱，即「名為立憲，實則國會專制之政治也」。因此在達壽等考察大臣奏請的基礎上，清廷認為「各國君主立憲政體，率皆大權統於朝廷，庶政公諸輿論，而施行庶政，裁決輿論，仍自朝廷主之。」
清廷最終結合古今中外之政治體制及自身的國情，提前成立了一個暫行內閣，其主要體現有： 
1. 其章程是暫行的，有待於進一步的擬定和完善；
2. 其結構是過渡性的，有待於調整；
3. 其內閣人員是臨時的，是基於內閣成員經驗及立憲呼聲所迫而暫時遴選。